# セイヴィア
『セイヴィア』（原題: Savior）は、1998年公開のアメリカ合衆国の映画。ボスニア紛争の悲惨さを描いた戦争映画。オリバー・ストーン製作作品。

## ストーリー
ジョシュア・ローズ（デニス・クエイド）はパリのアメリカ大使館に勤務していた。ある日、彼の妻（ナスターシャ・キンスキー）と息子がイスラムテロリストによって殺害される。家族の葬儀の後、ジョシュアはモスクでイスラム教徒を射殺する。ジョシュアは逮捕を回避するためにフランス外人部隊に参加し、名前を「ギイ」と名乗る。
舞台はボスニア。町のイスラム教徒を分離する橋に駐留する。セルビアの女性囚人であったヴェラは明らかに妊娠していた。彼女はイスラム教徒の力によってレイプされたのだ。ギイはゴランを連れてゴランの車で彼女の村に向かった。
ゴランはトンネルで車を停止させ、車からヴェラを降ろし蹴り始める。ギイはゴランを射殺する。子供を出産したヴェラと共に移動するギイは、赤十字のある安全なスプリットを目指すが、ヴェラはクロアチア軍に捕まり殺される。無事だった赤ん坊を連れたギイは何とかバスに乗り込みスプリットにたどり着く。

## キャスト
- ジョシュア・ローズ：デニス・クエイド（後藤哲夫）
- ヴェラ：ナタサ・ニンコヴィッチ（八十川真由野）
- ピーター：ステラン・スカルスガルド（伊藤和晃）
- ゴラン：セルゲイ・トリファノヴィック（成田剣）
- マリア：ナスターシャ・キンスキー（八十川真由野）